# Roquetaillade (Aude)
Roquetaillade (en occitano Ròcatalhada) era una comuna francesa situada en el departamento del Aude, de la región de Occitania. Desde el 1 de enero de 2019 es una comuna delegada y la sede de Roquetaillade-et-Conilhac.
Es conocido por el Castillo de Roquetaillade, cuya restauración en el siglo XIX se considera la primera obra de Art Nouveau.
Los habitantes se llaman Roquetailladois y Roquetailladoises.

## Geografía
Está ubicada a 7 km al sur de Limoux.

## Etimología
El nombre original de esta localidad fue Petra Talada; en el siglo XIII es mencionada como Rocatalaida o Ruppetalliata. El nombre en francés data de 1781.

## Historia
El 1 de enero de 2019 pasó a ser una comuna delegada y la sede de la comuna nueva de Roquetaillade-et-Conilhac al fusionarse con la comuna de Conilhac-de-la-Montagne.

## Demografía
| 182 | 159 | 161 | 163 | 197 | 192 | 211 | 210 |
| Para los censos de 1962 a 1999 la población legal corresponde a la población sin duplicidades (Fuente: INSEE [Consultar]) |     |     |     |     |     |     |     |